# Железнодорожная линия Елгава — Лиепая
Железнодорожная линия Елгава — Лиепая — железнодорожная линия в Латвии, соединяющая города Елгава и Лиепая. Имеет протяжённость 180 километров, из которых 16 километров занимает двухпутный участок Елгава—Глуда и 164 километра однопутный участок Глуда—Лиепая.Линия проходит по территориям Елгавского, Добельского, Яунпилсского, Броценского, Салдусского, Скрундского, Айзпутского, Дурбского и Гробинского краёв. В основном линия используется для перевозки грузов в лиепайский порт и из него (6 пар поездов по графику 2013\2014 годов).С декабря 2019 года были назначены 2 новых рейса:в субботу либо в день к нему праравненный (в праздники расписание может меняться)утром Лиепая-Рига,в воскресенье,либо в день к нему праравненный(в праздники расписание может меняться)днём Рига-Лиепая.С августа 2023 года вечерний рейс Рига-Лиепая ранее курсировавший по пятницам курсирует ежедневно,из Лиепаи отныне поезд отправляется рано утром с тем чтобы рейс из Лиепаи заменил курсировавший с 1 июня 2014 года по будням рейс Добеле-Рига,в связи с открытием ежедневного сообщения по ж.д Рига-Лиепая-Рига поезда Рига-Добеле с понедельника по четверг с обратным рейсом по будням курсировавшие с 1 июня 2014 года и рейс поезда Лиепая Рига курсировавший по субботам или в день к нему приравненный(в праздники расписание может меняться)с декабря 2019 года с августа 2023 года отменены.Таким образом пассажирский поезд Рига-Лиепая в настоящее время имеет ежедневный,вечерний рейс,в воскресенье или в день к нему приравненный(в праздники расписание может меняться)имеется дополнительный дневной рейс,Лиепая-Рига имеет ежедневный утрений рейс,по воскресеньям или в день к нему приравненный(в праздники расписание может меняться)имеется дополнильный вечерний рейс.. Дополнительно предусматривались поезда на Ригу в дни праздников 24 июня и 18 ноября. По маршруту Рига—Добеле в рабочие дни курсирует экспресс Добеле—Рига утром и Рига—Добеле с понедельника по четверг вечером,отменены с августа 2023 года в виду назначения ежедневного сообщения по ж.д Рига-Лиепая-Рига. .

## История
Данная линия не строилась как единое целое и состоит из участков, проложенных в разное время. В 1873 году была построена железнодорожная линия Елгава-Мажейкяй,от которой линии Елгава-Лиепая достался в наследство участок Елгава—Глуда.
В 1925 г. начали постройку участка Глуда—Лиепая,в связи с чем на участке Елгава—Глуда проложили второй путь. Участок Глуда—Лиепая был открыт в 1929 году.
В связи с нехваткой средств на модернизацию подвижного состава,15 августа 2001 года пассажирское сообщение на линии было прекращено.До отмены поезд Рига—Лиепая курсировал дважды в сутки. Вновь пассажирское сообщение открыто через 5 лет:30 марта 2006 года.На линии курсировал дизельный состав повышенного комфорта «Курземе», который останавливался лишь на крупных станциях. С 30 марта 2006 года по 31 декабря 2008 года поезд останавливался также на станции Броцены,с 05 сентября 2011 года добавлена остановка на станции Биксты,с 01 июня 2014 года поезда Рига-Добеле-Рига и Рига-Лиепая-Рига останавливаются в Олайне в обоих направлениях,с 25 октября по 11 декабря 2015 года поезда Рига-Добеле и Рига-Лиепая также останавливались на о.п.Виестури,с 12 декабря 2015 года поезда Рига-Добеле и Рига-Лиепая в Виестури не останавливаются..С 15 февраля 2010 до конца мая 2015 года поезд курсировал по пятницам и воскресеньям,либо в дни к ним приравненных(в праздники расписание может меняться)Рига-Лиепая и субботам и понедельникам,либо в дни к ним приравненных(в праздники расписание может меняться)Лиепая-Рига,позже по пятницам,либо в день к нему праравненный(в праздники расписание может меняться)Рига-Лиепая,по воскресеньям,либо в день к нему праравненный(в праздники расписание может меняться)вечерами Лиепая-Рига,утренние рейсы по субботам и понедельникам,либо в дни к ним приравненных(в праздники расписание может меняться)были отменены..С 30 марта до конца мая 2014 года поезд часто отменяли в связи с ремонтом Скрундского железнодорожного моста.С 1 февраля по 24 мая 2015 года вкл.по воскресеньям,либо в день к нему праравненный(в праздники расписание может меняться)после полудня курсировал объединённый поезд Ливаны—Рига—Лиепая.

## Станции и остановочные пункты
| Километраж | Наименование | Код    | Местонахождение |
| ---------- | ------------ | ------ | --------------- |
| 0,0        | ст. Елгава   | 091809 | г. Елгава       |
| 58,8       | ст. Глуда    | 092801 |                 |
| 72,1       | ст. Добеле   | 092905 | г. Добеле       |
| 93,1       | ст. Биксты   | 093039 |                 |
| 119,2      | ст. Броцены  | 093202 | г. Броцены      |
| 125,5      | ст. Салдус   | 093306 | г. Салдус       |
| 154,4      | ст. Скрунда  | 093409 | г. Скрунда      |
| 167,8      | ст. Калвене  | 093503 |                 |
| 187,3      | ст. Илмая    | 093518 |                 |
| 206,7      | ст. Торе     | 093556 |                 |
| 222,5      | ст. Лиепая   | 098600 | г. Лиепая       |

## Закрытые станции и остановочные пункты
| Километраж | Наименование  | Код    | Местонахождение |
| ---------- | ------------- | ------ | --------------- |
| 50,0       | о.п. 50 км    | 091828 |                 |
| 52,5       | о.п. Виестури | 091832 |                 |
| 55,8       | о.п. Дорупе   | 091847 |                 |
| 63,6       | о.п. Лачи     |        |                 |
| 79,4       | ст. Гардене   | 091809 |                 |
| 85,0       | о.п. Берзупе  | 093013 |                 |
| 101,0      | о.п. Йоста    | 093113 |                 |
| 111,5      | о.п. Блидене  | 093128 |                 |
| 132,9      | о.п. Лутрини  | 093310 |                 |
| 137,0      | о.п. Лашупе   | 093325 |                 |
| 144,8      | ст. Айрите    | 093332 |                 |
| 159,7      | о.п. Сиексате | 093414 |                 |
| 167,7      | ст. Рудбаржи  | 093429 |                 |
| 193,1      | о.п. Падоне   | 093522 |                 |
| 196,1      | о.п. Дурбе    | 093537 |                 |
| 199,4      | о.п. Тадайки  | 093541 |                 |